# Rubus glaucifolius
Rubus glaucifolius är en rosväxtart. Rubus glaucifolius ingår i släktet rubusar, och familjen rosväxter.

## Underarter
Arten delas in i följande underarter:
- R. g. ganderi
- R. g. glaucifolius